# 祇園囃子 (テレビドラマ)
『祇園囃子』（ぎおんばやし）は、2005年9月24日にテレビ朝日系列で放送された石原プロモーション製作による単発スペシャルのテレビドラマ。平均視聴率は関東20.3%、関西19.2%。
京都の祇園祭を背景に描いたサスペンスドラマ。2004年11月に放送されたスペシャルドラマ「弟」のスタッフが再結集して製作された。視聴率20.3%（関東地区）。
石原プロ製作のドラマにふさわしく、大規模スケールのシーンが盛り込まれた。ロケ地の京都市では大通りを封鎖してパトカー行列によるVIP送迎シーンが撮影され、更には、防衛庁（現 防衛省）・陸上自衛隊の協力により大型輸送ヘリコプターが登場した。

## 放送時間
- 土曜21:00 - 23:21（JST）
  - 本作は『土曜ワイド劇場』扱いはされない。

## スタッフ
- 脚本：倉本聰
- 監督：若松節朗（共同テレビ）
- 企画：早河洋（テレビ朝日）、小林正彦（石原プロモーション）
- チーフプロデューサー：五十嵐文郎（テレビ朝日）
- プロデューサー：西河喜美子（テレビ朝日）大川武宏（テレビ朝日）福原昇（石原プロモーション）
- キャスティングプロデューサー：小嶋克巳（石原プロモーション）
- 制作：テレビ朝日、石原プロモーション
- 音楽：佐藤準
- 技術プロデューサー・TD：説田比登志
- カメラ：木村弘一、笹村彰
- 撮影：熱田大
- VE：監物直、吉村博幸
- 編集:新井孝夫
- 照明：椎野茂
- 録音：佐藤泰博
- 美術プロデューサー:草間康雄
- 美術デザイン:村竹良二
- 美術進行:根古屋史彦
- 大道具:鈴木敦
- 持ち道具：梅澤有紀
- 衣裳：会田晶子
- メイク：森田京子
- 結髪：中野秀俊

## キャスト
- 北山秀彦：渡哲也
- 千野秀子：藤原紀香
- 木谷次郎：徳重聡
- 江波和也：小林稔侍
- 佳つ梅：余貴美子
- 山根公次：東幹久
- 西洋介：勝野洋
- 岩代満：村井国夫
- 原田玲央：木村多江
- 串田弘：小野武彦
- 千野行雄：中村嘉葎雄
- タクシー運転手：西川きよし
- バーテン：仲村トオル
- 友田勇夫：神田正輝
- 千野しのぶ：十朱幸代
- 入江五郎：舘ひろし

## 遅れネット局
- 北日本放送（日本テレビ系列） - 2007年9月22日放送
- 山陰放送（TBS系列）

## リンク
- 倉本聰ドラマスペシャル【祇園囃子】 - ウェイバックマシン（2005年10月1日アーカイブ分）